# I See You (Theme from Avatar)
I See You (Theme from Avatar) este cântecul principal inclus pe coloana sonoră a filmului științifico-fantastic Avatar, apărut în anul 2009. Fiind produsă de James Horner și Simon Franglen piesa a fost nominalizată la Globul de Aur, la categoria „Cea mai bună melodie originală”.